# Ватанабе Тамае
Ватанабе Тамае (яп. 渡 辺 玉枝; нар. 21 листопада 1938, префектура Яманасі, Японія) — японська альпіністка.

## Життєпис
Після завершення навчання в Університеті Цуру працювала державним службовцем у префектурі Канаґава. Саме тоді, у віці 28 років, вона почала займатися альпінізмом. У 1977 році вона піднялася на гору Мак-Кінлі. Потім вона піднялася на Монблан, гору Кіліманджаро та Аконкагуа.
Після виходу на пенсію вона повернулася до рідного міста і в травні 2002 року стала найстарішою жінкою, яка піднялася на Еверест. Десять років потому, у травні 2012 року, вона побила свій власний рекорд, коли у віці 73 років знову піднялася на Еверест.